# レース (手芸)

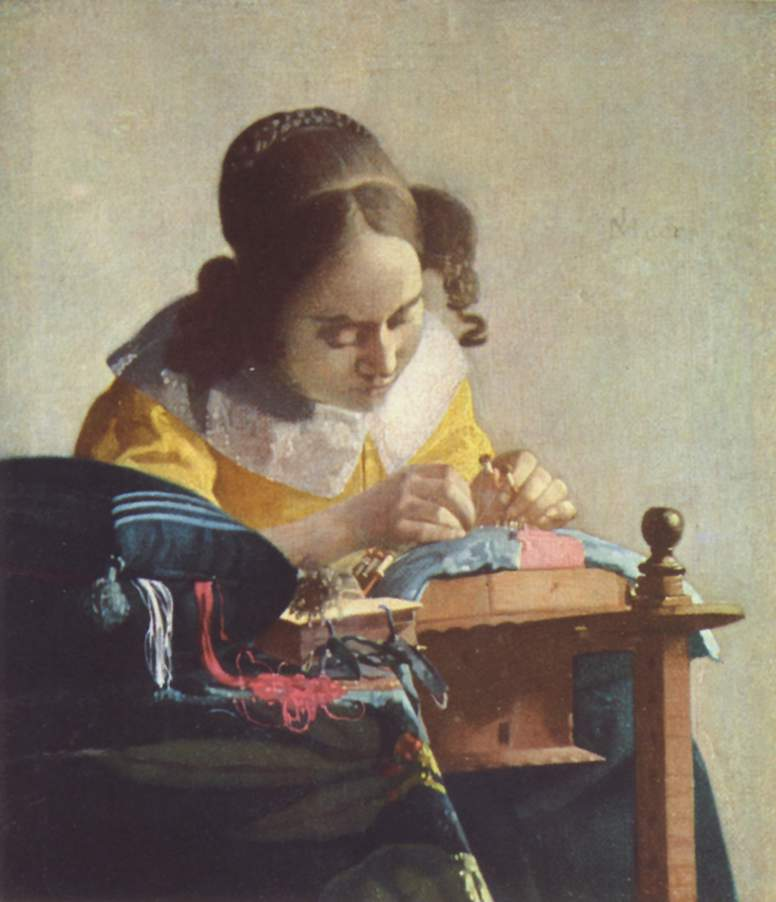
フェルメール作：『レースを編む女』。ボビンレースを織る女性を描いている。

レース（英語: lace）とは、手芸の分野の1つであり、1本または何本かの糸を用いて、すかし模様の布状にした物の総称である。漢字を当てて線帯や麗糸とも表記された。
狭義には、ニードルレースとボビンレースを指し、これはヨーロッパを中心としたレース作りの伝統を有する地域では一般的である。ニードルレースとボビンレースは、中世ヨーロッパでは「糸の宝石」と呼ばれるほど珍重され、貴族がこぞって買い求めた。
広義のレースは、刺繍レース、鉤針編みレース、棒針編みレース、タティングレース、フィレレースなどを含み、これは主に19世紀以降にレース技術が伝わった地域で一般的である。日本語においては手芸の分類としてレース編みと、まとめて表現しているが、実際には織る・結ぶといった方法で作られるレースも「レース編み」として表現される場合が多く、注意が必要である。厳密には、単に「レース編み」と言えば、普通は「クロッシェレース」（かぎ針編みレース）を指す。他はタティングレース・ボビンレースなどと、区別して表記する事が一般的である。レース技法に対する認識の低さは、日本においては政府が1870年代に横浜に設立したレース教習所が唯一の教習所であった上に、他のアジア各国のような手作りレースの輸出産業が発展しなかった事に起因する。
以下では、中世貴族と共に繁栄したレースの歴史と、現代の日本で「レース」と呼ばれている技術について述べる。

## 歴史
紀元前1500年頃のエジプトでは、網状のレースや刺繍レースが使用されていた。古代ギリシア人やローマ人は、糸や金糸でトーガやペプラムを飾った。また、日本の唐招提寺に現存する「方円彩糸花網」（ほうえんさいしかもう）は、8世紀半ば以前に中国で制作された物であり、ヨーロッパのニードルポイントレースに極めて類似した技術で作られている。この事は、ユーラシア大陸の東西それぞれに技術が伝播した証拠と考えられている。
15世紀頃までには、フランドル（現在のオランダの一部、ベルギー西部、フランス北部）や、イタリアのヴェネツィアで、ボビンに糸を巻いてブレードを編む方法が考案された。15世紀までのヨーロッパでは、レースは実用的な用途に用いられる飾り紐のような物であり、家庭の中で作成されていた。レースが装飾的な物に変化した時期は、16世紀に入ってからである。
15世紀末から16世紀初頭にかけてのイタリアのヴェネツィアにおいて、ドローンワークやカットワークから、レティセラやニードルレースが考案された。一方、ヴェネツィアやフランドルにおいて、飾り紐やブレードからパスマン（ブレードを組んで作ったレース）やボビンレースが発展した。
当時、イタリア製のレースは国外でも注目され、イタリアで流行したレースはヴェネツィアの商人によって、ヴェネツィアンレースとしてイギリス、フランス、スペイン、ドイツなどへ持ち込まれていた。イギリス国王エリザベス1世はレースの衿を好んで用いた。
フランスでは、1533年にアンリ2世と結婚したフィレンツェのカトリーヌ・ド・メディシスによってイタリアのレースが紹介され、さらに姪のマリー・ド・メディシスがアンリ4世と結婚したために、レースの需要が高まった。レースの購入費が海外へ流出する事を防ぐため、王侯・貴族以外はレースの使用を禁止された。そのため、フランスでは17世紀中期、ルイ14世の宰相ジャン＝バティスト・コルベール公爵の重商主義の一環として、国営の製造所でポワン・ド・フランスが作られた。しかし、良質の麻が取れたとの理由で、まもなくベルギーにレース作りの拠点が移った。そして、生産性向上の欲求のため、18世紀にフランドル地現ベルギー）でボビンレースが発展した。
1707年に書かれた詩により、イングランドのメアリー2世がタティングレースの愛好家であったと推測されている。タティングレースは18世紀以降、ヨーロッパの宮廷で身分の高い女性のたしなみとして発展していった。
1789年のフランス革命以前より、フランスのレースは生産されなくなっていった。イギリスでは、産業革命により、新しいレース機械が発明された。複雑なレースを安価に大量に製造可能になったため、手作りレースが衰えた。
1846年にアイルランドを襲ったジャガイモ飢饉の際に、自分達の編んでいた鈎針編みレースを輸出し、外貨を稼いだ。これ以後アイリッシュクロッシェレースが他国でも認知されるようになった。
現在では、機械で複雑なレースが安く大量に作られるため、高級な手作りレースは市場に出回らない。東南アジア製品や観光客向けの工房による、安価でシンプルなレースが細々と残っている。

### 歴史的文献
| 出版時期（時代） | 出版地域                     | 執筆者または出版者（社）                            | 題名 | 主な内容                                                       | 備考                                                                                        |
| ---------------- | ---------------------------- | --------------------------------------------------- | --- | -------------------------------------------------------------- | ------------------------------------------------------------------------------------------- |
| 1542年           | ヴェネツィア                 | マティオ・パガン                                    | 女性の生活と装飾の為のポワン・クペと結びの新しい組み合わせ Giardenetto novo di punti tagliati et gropposi per exercito e ornamento delle donne                                           | 刺繍のパターンブック                                           | ヨーロッパの各地の出版者により30版ほど再版された。                                          |
| 1557年           | ヴェネツィア                 | 作者不詳                                            | ル・ポンプ | ボビンレースのパターンブック                                   | モデルの作り方に必要なボビンの正確な数を提示。                                              |
| 1587年           | パリ                         | フェデリコ・ヴィンチオーロ （ヴェネツィア人）       | あらゆる種類の麻製品のためのヴィンチオーロ氏の新奇なポートレート Les singuliers et nouveaux portraits du seigneur Federic de Vinciolo,Vénitien,pour toutes sortes ď ouvrages de lingerie | ポワン・クペとネット刺繍のパターンブック                       | メアリ・スチュアートやカトリーヌ・ド・メヂィシスに献呈された。 1593年までに14版重版された。 |
| 1593年           | ヴェネツィア                 | チェザーレ・ヴェチェッリィオ （ティツィアーノの父） | 貴婦人伝 Corona delle nobili et virtuose donne | プント・イン・アリア、ポワン・クペ、レティセラのパターンブック | ボビンでも同じ物ができると説明していた。                                                    |
| 1583年           | シュトラースブルク（ドイツ） | ベンハルト・ヨービン                                | | パターンブック                                                 | 幾何学的模様のパターン                                                                      |
| 1597年           | ニュルンベルク（ドイツ）     | ヨハン・ジープマッヒャー                            | | パターンブック                                                 | 幾何学的模様のパターン                                                                      |
| 1600年           | ローマ                       | イザベッタ・カタネア・パラソーレ                    | | パターンブック                                                 | 幾何学的模様のパターン                                                                      |
| 1604年           | ボローニャ                   | バルトロメオ・ダニエリ                              | | パターンブック                                                 | 中央のチーフの周りに曲線と渦巻き模様を用いた。                                              |
| 1620年           | ヴェネツィア                 | ルクレティア・ロマーナ                              | | パターンブック                                                 | 幾何学的模様のパターン                                                                      |

## 現代レースの種類
日本においては、刺繍レース・手編みレース・手織りレース(ボビンレース)・ニードルレース・機械レースなどが、レースとして認識されている。これらのレースのうち、世界的に「レース」と認識されている物は、ボビンレース、ニードルレース、機械レース、それらの混成レースの4種である。

### 刺繍レース
布地を加工して刺繍を施し、レース様に加工した物である。ニードル･ポイントと呼ばれ、16世紀ヨーロッパにおいてニードルレースに発展した。「ニードルポイントレース」という表現は、刺繍レースとニードルレースの両方を示す場合が多い。
- ドロンワーク
- カットワーク
- レティセラ
- プラトーレース

- 現代のカットワーク
- ハーダンガー刺繍
(カットワークの一種)
- 1610年ごろの男性像
衿とカフスにレティセラレースをつけている。
レティセラは1615年頃に流行のピークを迎えた。
ヴェネツィアンレース参照。
- 1620年ごろの女性像
レティセラレースをふんだんにつけている。
レティセラは1620年頃を境に肖像画から姿を消す。
ヴェネツィアンレース参照。

### 手編みレース
鈎針、棒針、シャトル、板などの各種の道具を用いて、または、両手を道具として用いて、レース状のテキスタイルを作成する手芸の総称である。それぞれに歴史的な意義と背景を有する。あらゆる種類の繊維を用いて、日常的な用途に使用される物が多い。ボビンレース、ニードルレースとは異なり、容易に作成できるため、愛好者も多く、教科書や講習会なども数多い。
- バテンレース
- マクラメレース
- ルーマニアンマクラメ
- タティングレース（タッチングレース)
  - シャトルを用いて結び目を作り作成するレース
- フィレレース
  - 魚網と同じ手法で作成するレース
- テネリフレース
- ニッティングレース（棒針編みレース）
  - クンストストリッケンレース
  - アフガンレース
- クロッシェレース（かぎ針編みレース）
  - アイリッシュクロッシェレース
  - ブリューゲルレース
- ヘアピン・レース

- アイリッシュクロッシェレース
- クロッシェレース

### 手織りレース
手織りレースはボビンレースとも呼ばれる。日本の出版物では「編み物」として記述される事例が多い。しかし作成法で言えば、本来ならば、織物(手織り)に分類されるべきレースである。発祥の地であるヨーロッパ諸国では「手編みレース」とは区別されている。
クッション等の上に型紙を置き、ピンを刺しながらピンを支点として、ボビンに巻いた糸を交差させ、織り上げていくレースである。
作成方法により、2種類に分けられる。「連続糸方式(ストレート･レース)」と「糸きり繋ぎ方式(フリー･レース)」である。
ストレート・レース
最初から最後まで連続した長い糸を用いる。連続糸方式ではレースの幅は使用する糸の細さと、ボビンの数により決定する。柄の部分の織り地が常に地模様と平行であり、裏表の差が出難い点が特徴である。数百から数千のボビンを使用し、細い糸を用いるレースは高度な熟練度と膨大な時間を要する高価なレースである。
フリー・レース(切断糸)
モチーフだけを先に作り、メッシュまたはフレードで繋がれたレースである。モチーフの折り目の方向が、あらゆる方向を向いているので区別が付く。余った糸をつなぐ為、裏表ができる点からも区別が付く。共同作業も可能であるという意味において、大きな作品を作り易い。
- トゥナー(デンマーク)のチュールレース
- デンマークのボビンレース
- ベルギー式の道具

### ニードルレース
ニードルレースはニードルポイントレースとも呼ばれる場合が有る。なお、布地に刺して作る刺繍レースも「ニードルポイント」である為、区別するため「ニードルレース」と呼ぶ。技法で言えば、刺繍のステッチを起源とするため、刺繍に分類される。日本の出版物では、ニードルレースも「編み物」として記述されている事例が多いものの、発祥の地であるヨーロッパ諸国ではボビンレースと同様に「手編みレース」とは区別されている。
作成方法は以下の通りである。
1. 2枚の布地を張った丈夫な紙または羊皮紙にデザイン画を転写する。
2. デザインの輪郭に沿って、芯糸を置き2枚の布をステッチで綴じ付ける。
3. かがった糸にネットかがりをし、2段目からは前段のループと渡した糸を一緒にかがる。
4. かがり方に変化を持たせ、多様な変化をさせる。
5. 2枚の布を外し、レースだけを外す。

何人もの熟練工により、分業されて作られる。特に大きなレースは特殊技術を持つ熟練工により繋がれる。つなぎ目は肉眼では全く分からない。
- アンティークのニードルレース
- アンティークのニードルレース
- アンティークのニードルレース
- アンティークのニードルレース
- 現代のハンガリアンレース

### 機械レース
1808年にイギリスのジョン・ヒースコートにより開発された機械レースは、その後の改良により、1830年以降、あらゆる種類のレースを正確に模倣し、質的にも完成度が高い物を、安価に提供できるようになった。
1883年にドイツ人により開発されたケミカルレースは、レリーフのあるレースの模倣を可能とした。
20世紀終盤の機械レースによって、模倣できない種類のレースは存在しない。
- 19世紀の機械チュールレース
- 1884年ドイツ製ケミカルレース
- 1884年ドイツ製ケミカルレース
- 年代不詳の機械チュールレース
- 1865年頃のファッションプレート
機械シャンティイレース
- 1865年頃のファッションプレート
アップリケ技法による機械チュールレース